# 688. pehotni polk (Wehrmacht)
Za druge 688. polke glejte 688. polk.
688. pehotni polk (izvirno nemško Infanterie-Regiment 688) je bil eden izmed pehotnih polkov v sestavi redne nemške kopenske vojske med drugo svetovno vojno.

## Zgodovina
Polk je bil ustanovljen 20. oktobra 1940 kot polk 14. vala na področju Kemptena iz delov 217. in 199. pehotnega polka; polk je bil dodeljen 336. pehotni diviziji.
15. oktobra 1942 je bil polk preimenovan v 688. grenadirski polk.